# 中山漸廬
中山 漸廬（なかやま ぜんろ）は江戸時代中期の儒学者。佐渡国出身。聖護院宮盈仁親王侍講。

## 生涯

### 佐渡
佐渡国河原田村の豪農中山富救の子として生まれた。幼くして両親を失い、叔父の下で弟・妹を養育した。
父が鈴木家からの養子だったため、本来の血を伝えるため中山家から養子を取り、五兵衛の称を譲って貞蔵と称し、雁坂に隠居した。渋る中山家の人々に対し、庭の紅梅に白い花が咲いているのを見せ、「この花は接ぎ木だが、原木よりも本来の色を出している。人が草木に劣ってよいものか。」と説得した。雁坂の農家惣蔵家は屋号を「雁坂候」というが、「雁坂草廬」の転訛で、漸盧の隠居地跡と思われる。

### 京都
天明年間妻子を連れて京都に遊学した。天明元年（1781年）3月28日付の書簡では、16,7歳頃李斯の鼠の故事に感化されたとし、「菅原道真を渤海使が誉めたという記事が古記録に載るが、大国の使者というだけで伯楽のように評価されている。人は居場所の大小で価値が決まるということだ。孤島の人間として京都の人に誉められたことを言い伝えにするようでは嘆かわしい。」と上京の決意を述べている。
聖護院村に住み、西山拙斎・菅茶山・佐々木良斎・大愚上人（慈延）等と交流した。四角い顔に色黒の肥満体で、普段は温厚だったが、ある儒学者が不義な行為を行ったのを見て絶交するなど、厳格な一面もあったという。当初古文辞学を学び、『論語集覧』を愛読したが、那波魯堂の影響で朱子学に転向した。晩年は聖護院宮盈仁親王侍講を務めた。
寛政2年12月20日（1791年1月24日）京都で46歳で死去し、泉涌寺山内戒光寺に葬られた。諡号は文粛先生。著書は火災で焼失した。

## 親族
佐渡国河原田の名族河崎屋七軒の一つ、酒屋五兵衛家に属する。
- 父：中山富救（享保3年（1718年） - 宝暦6年12月13日（1757年2月1日））
夷町鈴木彦右衛門信貴の三男で、鈴木北湖・鈴木逸甫と同族[1]。通称は五兵衛。中山好愷の子。連歌に長じた[6]。
- 母：林氏[2]
  - 弟：中山春台（延享4年（1747年） - 安永4年5月10日（1775年6月7日））
名は登、字は万年、号は南瀕、幼名は五三郎。中山元陳の養子。20歳で京都に遊学して医学を学び、5年後帰郷したが、開業したが、29歳で死去した[7]。
  - 妹 - 中山好愷の三男惟豊の妻[8]。
- 正室：森山氏[1]
  - 長男：中山言倫（明和4年（1767年） - 文政3年11月26日（1821年1月22日））
名は懋、字は子徳、号は自取。京都で医業を行った[9]。
  - 娘 - 夭折[2]。
- 継室：美濃部氏[2]
  - 2男3女 - 夭折[2]。
- 養子：中山光嗣（安永3年（1774年） - 嘉永6年11月26日（1853年12月26日））
中山包恭の兄宗円の玄孫[10]。本姓は遠藤、通称は五兵衛、幼名は吾市。和歌・連歌・経世論に通じた[11]。